# Henry King Irving
Pour les articles homonymes, voir Irving.
Henry King Irving est un vétéran australien de la Première Guerre mondiale devenu homme d'affaires et homme politique aux Fidji.

## Biographie
Après une formation en ingénierie et en chimie, il est engagé volontaire dans l'armée australienne en novembre 1914 pour la Grande Guerre. Il est fait membre du 5e régiment d'infanterie légère montée (en) et participe à la bataille des Dardanelles au sein du corps d'armée australien et néo-zélandais (ANZAC), ainsi qu'à la bataille d'Ypres et à la bataille de Villers-Bretonneux. Il est gazé dans les tranchées, mais survit, et après la guerre s'établit aux Fidji comme directeur général de la branche fidjienne de la Colonial Sugar Refining Company (en) (CSR), compagnie australienne de raffinage de sucre qui est la plus grande entreprise privée aux Fidji.
En 1937, le gouverneur Sir Arthur Richards (en) le nomme membre du Conseil législatif des Fidji. Il devient par la suite également membre du Conseil exécutif de la colonie. Il prend sa retraite de la CSR en 1947, et en 1949 il est fait officier de l'ordre de l'Empire britannique,. Il meurt à l'âge de plus de 80 ans.